# Ernest Banach
Ernest Banach (ur. 29 lipca 2007, zm. 10 sierpnia 2021)  – polski zawodnik młodzieżowej drużyny piłkarskiej, który zginął niosąc pomoc żeglarzom porażonym przez prąd i pośmiertnie został uhonorowany za odwagę.

## Życiorys
Pochodził z Jeży. Był kapitanem drużyny Młodzików Mazura Pisz. Udzielał się w kościele jako ministrant. W roku szkolnym 2020/2021 został absolwentem Szkoły Podstawowej w Jeżach. Jako uczeń był między innymi uczestnikiem Gminnego Konkurs dla uczniów szkół podstawowych o tytuł  „ Małego  Ratownika” (edycje po 2021 poświęcone były jego pamięci), a także laureatem licznych konkurstów i olimpiad. Od roku szkolnego 2021/2022 Ernest Banach miał rozpocząć naukę w liceum w Piszu.

### Wypadek na Pisie
10 sierpnia 2021 roku około godziny 17.15. płynąca po rzece Pisie, duża łódź żaglowa typu Tango 30 z postawionym masztem wpłynęła w koryto rzeki z jeziora Roś. Na pokładzie znajdowała się 6-osobowa załoga z Krakowa. Sternik zignorował lub nie zauważył znaków informujących i ostrzegających przed liniami energetycznymi nad wodą (wcześniej żaglówka przepłynęła pod dwiema innymi liniami zawieszonymi na wyższej wysokości). Prokuratura ustaliła później, że załoga jachtu zdała sobie sprawę z tego, że nie zmieści się pod linią energetyczną i próbowała zatrzymać jacht przed nią (linia znajdowała się na wysokości 9 metrów, maszt miał natomiast 12 metrów). Płynąc dalej łódź, zahaczyła masztem o przewody linii wysokiego napięcia i doszło do zwarcia elektrycznego, w wyniku którego część załogi została porażona prądem. W wyniku porażenia do wody wpadł sternik i jeden z załogantów. Pozostająca na jachcie załoga zaczęła wzywać pomocy.
Na wezwanie zareagował przejeżdżający przyrzeczną aleją na rowerze, Ernest Banach który wracał z kolegami z treningu. Rozebrał się i wskoczył do wody. Kiedy próbował ratować jednego z mężczyzn, doszło do kolejnego wyładowania elektrycznego, ponieważ linia energetyczna wysokiego zasilania próbowała ponownie się włączyć. Wówczas Ernest Banach zniknął pod powierzchnią wody.
Mazurskie Ochotnicze Pogotowie Ratunkowe poinformowało w wydanym później komunikacie, iż Banach „jednego z poszkodowanych odwrócił twarzą do góry i położył na kamizelkach ratunkowych”.
Ernesta Banacha poszukiwały specjalne strażackie oddziały ratowników wodnych, jednostki OSP oraz policja i ratownicy MOPR. Jego ciało odnaleziono po dwóch godzinach. Sekcja zwłok wykazała później, że przyczyną śmierci Ernesta Banacha było utonięcie.
14 sierpnia 2021 roku zmarł także porażony prądem w trakcie wypadku, sternik.

### Reakcja na tragedię
11 sierpnia 2021 roku  około tysiąca osób przeszło z Placu Daszyńskiego w Piszu na miejsce tragedii i złożyło tam kwiaty.
W związku z tragedią na terenie miasta Pisz w okresie od dnia 11 sierpnia 2021 r. (godz. 12:00) do dnia 13 sierpnia 2021 roku obowiazywała żałoba. Na znak żałoby przed Urzędem Miejskim w Piszu opuszczono flagę do połowy masztu z jednoczesnym przewiązanym jej kirem.
Uroczystości pogrzebowe odbyły się 13 sierpnia 2021 roku. Msza porzebowa odbyła się w kościele pw. św. Apostołów Piotra i Pawła Jeżach i uczestniczył w niej biskup pomocniczy Diecezji Ełckiej ks. Adrian Galbas, który określił Ernesta Banacha mianem „Świętego z sąsiedztwa”. W uroczystościach pogrzebowych wzięli udział także starosta piski Andrzej Nowicki i burmistrz Pisza Andrzej Szymborski. Ernest Banach został pochowany na cmentarzu w Jeżach.
Prezydent RP Andrzej Duda odznaczył go pośmiertnie Medalem Za Ofiarność i Odwagę.

## Upamiętnienie
Po śmierci Ernesta Banacha, dziennikarz Krzysztof Stanowski napisał 14 sierpnia 2021 roku w serwisie społecznościowym Twitter – uważam, że takie osoby powinny mieć w swoich miastach (w tym wypadku w Piszu) swoje ulice - ul. Ernesta Banach. Żeby za sto lat ktoś zainteresował się, kim był Ernest Banach.
25 sierpnia 2021 roku podczas XXXI Sesji Rady Miejskiej w Piszu, podjęto uchwałę w sprawie nadania Ernestowi Banachowi tytułu „Zasłużony dla miasta Pisz”. Przyjęto też uchwałę o podjęciu działań zmierzających do zmiany nazwy części al. Turystów na al. Ernesta Banacha (odcinek od skrzyżowania z ul. Pionierów do Międzyszkolnego Ośrodka Sportowego). Działania te zostały sfinalizowane nazwaniem alei imieniem Ernesta Banacha.
W Piszu od 2022 odbywa się również Memoriał im. Ernesta Banacha.